# 1963年马来西亚法令
《1963年马来西亚法令》（英語：Malaysia Act 1963）是英国国会的一项法令。该法令於1963年7月31日获英国女王伊丽莎白二世御准，并于当日刊宪生效。
该法令将马来亚联合邦、新加坡、北婆罗洲和砂拉越合并，于1963年9月16日成立一个名为马来西亚的新联邦制国家。
马来西亚国会于1965年8月8日通过紧急动议，将新加坡从联邦除名。新加坡于1965年8月9日宣布独立。

## 评论
2018年9月16日，时任马来西亚首相马哈迪·莫哈末到亚庇出席2018年马来西亚日庆祝活动时指出，政府研究1963年马来西亚法令后，布城将恢复沙巴和砂拉越作为马来半岛平等伙伴的地位。
馬哈迪卸任後，於2020年9月16日强调，必须支持1963年马来西亚法令，以便马来半岛、沙巴和砂拉越维持平等伙伴地位。他也回忆当年国父东姑阿都拉曼于1963年9月16日在默迪卡体育场宣布马来西亚成立时，当时38岁的他心情复杂：“我感到光荣，因为马来联邦，沙巴（北婆罗洲），砂拉越（砂拉越自治）和新加坡共同组成了马来西亚；同时我感到忐忑不安，许多邻国如印度尼西亚，强烈反对马来西亚的成立。”。